# 帕德博恩主教座堂

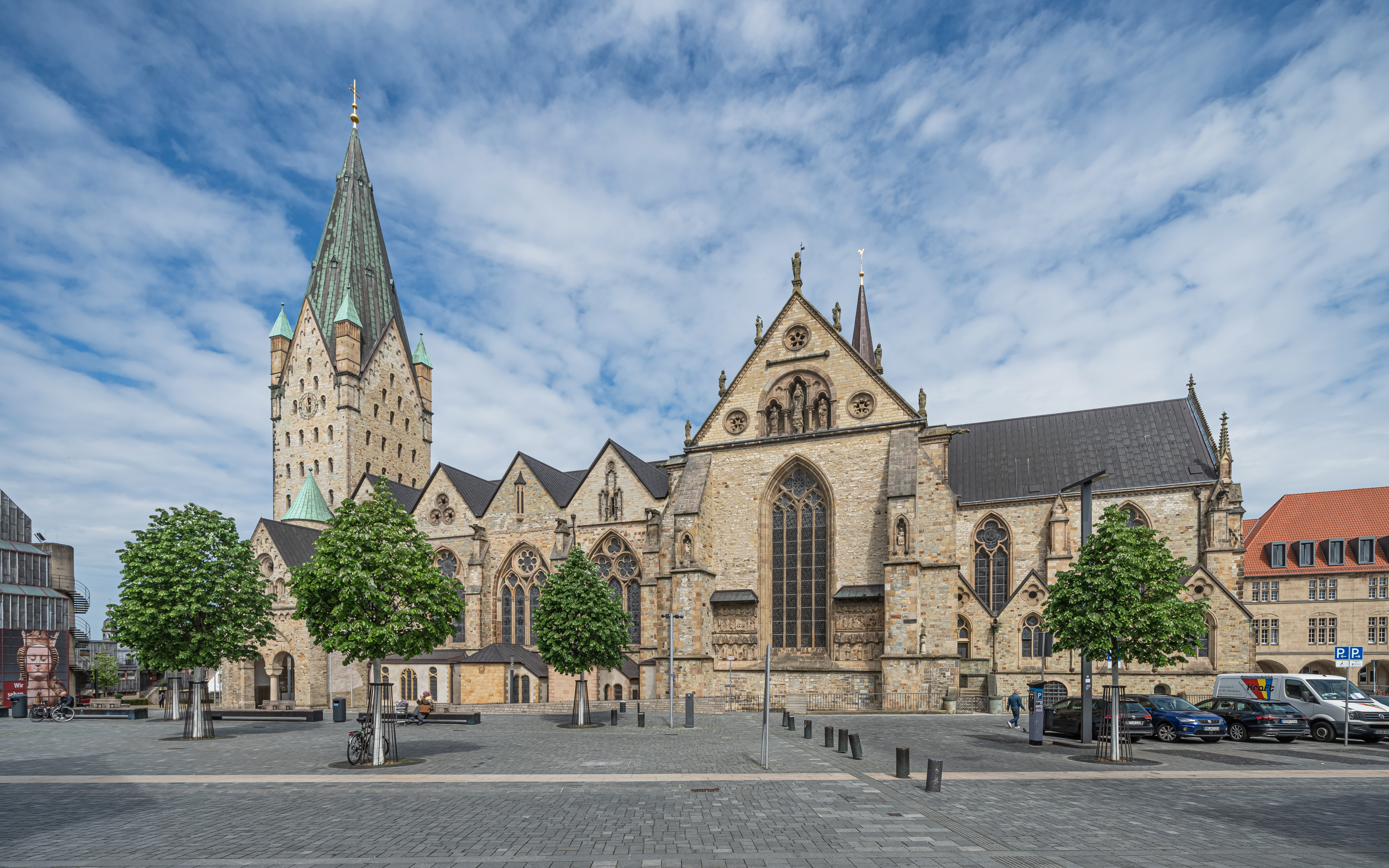
帕德博恩主教座堂

帕德博恩主教座堂（德語：Paderborner Dom）是天主教帕德博恩总教区的主教座堂，主保圣人是勒芒的圣Liborius，位于德国帕德博恩市中心，主教座堂主要修建于13世纪，长104米，宽52米，高28米，12世纪始建的钟楼高达93米。
51°43′08″N 8°45′19″E / 51.71889°N 8.75528°E